# Liste der Bodendenkmale in Schalkholz
In der Liste der Bodendenkmale in Schalkholz sind die Bodendenkmale der Gemeinde Schalkholz nach dem Stand der Bodendenkmalliste des Archäologischen Landesamts Schleswig-Holstein von 2016 aufgelistet.
| Denkmal-ID           | Befundart           | Bezeichnung                                           | Zeitstellung                            | Lage | Bemerkungen | Bild |
| -------------------- | ------------------- | ----------------------------------------------------- | --------------------------------------- | ---- | ----------- | ---- |
| aKD-ALSH-Nr. 000 345 | Grabmal > Grabhügel | Grabhügel                                             | Vor- und/oder Frühgeschichte            |      |             |      |
| aKD-ALSH-Nr. 000 346 | Grabmal > Grabhügel | Grabhügel                                             | Vor- und/oder Frühgeschichte            |      |             |      |
| aKD-ALSH-Nr. 000 347 | Grabmal > Grabhügel | Grabhügel                                             | Vor- und/oder Frühgeschichte            |      |             |      |
| aKD-ALSH-Nr. 000 348 | Grabmal > Grabhügel | Grabhügel                                             | Vor- und/oder Frühgeschichte            |      |             |      |
| aKD-ALSH-Nr. 000 349 | Grabmal > Grabhügel | Grabhügel                                             | Vor- und/oder Frühgeschichte            |      |             |      |
| aKD-ALSH-Nr. 000 350 | Grabmal > Langbett  | Langbett/Steinreihe                                   | Neolithikum                             |      |             |      |
| aKD-ALSH-Nr. 000 351 | Grabmal > Langbett  | Langbett/Steinreihe                                   | Neolithikum                             |      |             |      |
| aKD-ALSH-Nr. 000 352 | Grabmal > Grabhügel | Grabhügel                                             | Vor- und/oder Frühgeschichte            |      |             |      |
| aKD-ALSH-Nr. 000 353 | Grabmal > Grabhügel | Grabhügel                                             | Vor- und/oder Frühgeschichte            |      |             |      |
| aKD-ALSH-Nr. 000 354 | Grabmal > Grabhügel | Grabhügel                                             | Vor- und/oder Frühgeschichte            |      |             |      |
| aKD-ALSH-Nr. 000 355 | Grabmal > Grabhügel | Grabhügel                                             | Vor- und/oder Frühgeschichte            |      |             |      |
| aKD-ALSH-Nr. 000 356 | Grabmal > Grabhügel | Grabhügel                                             | Vor- und/oder Frühgeschichte            |      |             |      |
| aKD-ALSH-Nr. 000 357 | Grabmal > Grabhügel | Grabhügel                                             | Vor- und/oder Frühgeschichte            |      |             |      |
| aKD-ALSH-Nr. 000 358 | Grabmal > Grabhügel | Grabhügel                                             | Vor- und/oder Frühgeschichte            |      |             |      |
| aKD-ALSH-Nr. 000 359 | Grabmal > Grabhügel | Grabhügel                                             | Vor- und/oder Frühgeschichte            |      |             |      |
| aKD-ALSH-Nr. 000 360 | Befestigung > Wall  | Landwehr/Wall/Schanze/Panzergraben                    | Frühgeschichte, Neuzeit, Zeitgeschichte |      |             |      |
| aKD-ALSH-Nr. 000 361 | besonderer Stein    | Inschriftenstein/Grenzstein/Schalenstein „Klaasstein“ |                                         |      |             |      |